# 新甲陽町

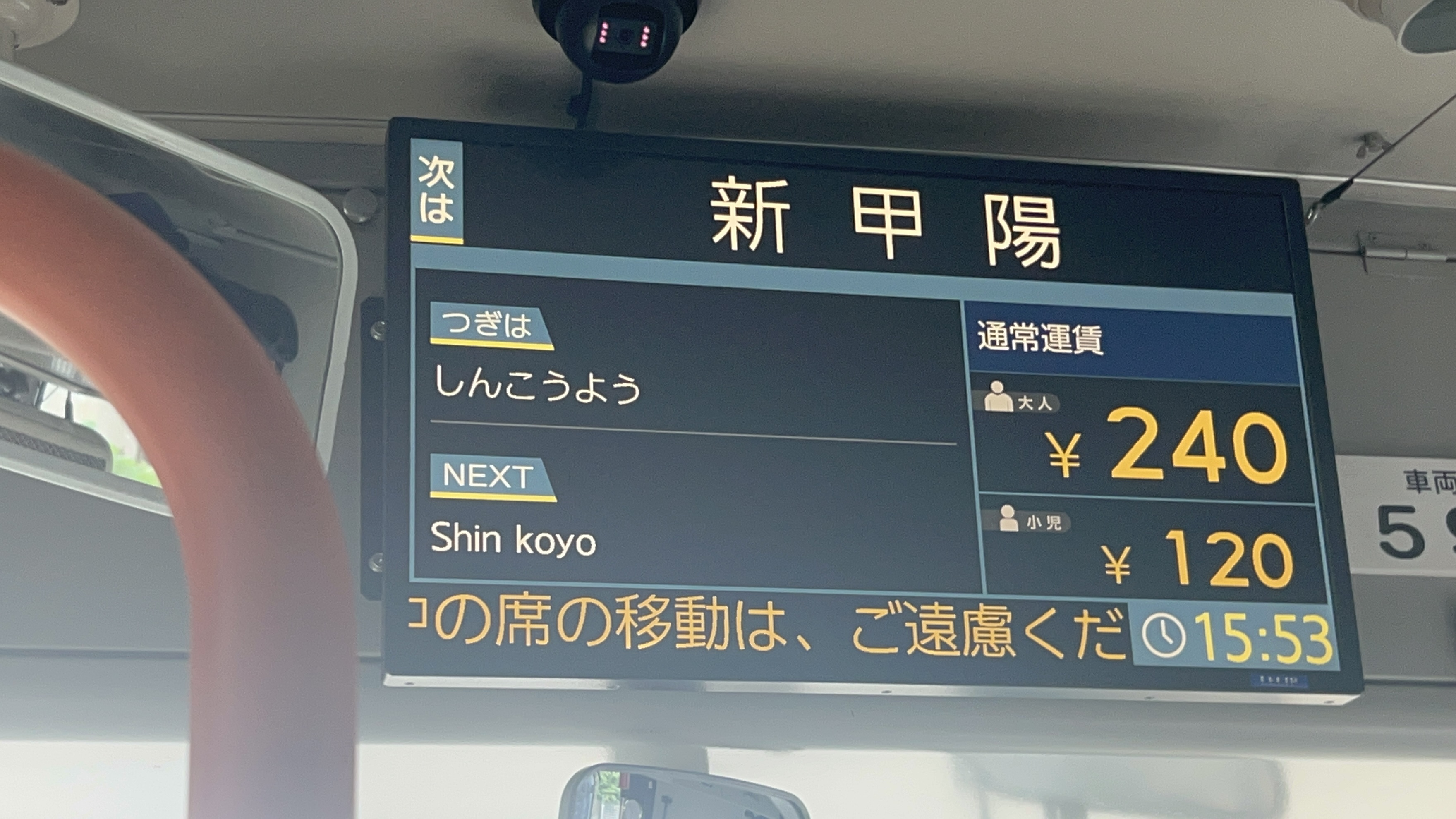
阪神バス新甲陽停留所案内

新甲陽町（しんこうようちょう）は、兵庫県西宮市にある町丁。郵便番号は662-0013。座標: 北緯34度45分50.697秒 東経135度20分12.962秒 / 北緯34.76408250度 東経135.33693389度

## 地理
東は上ケ原十番町、西は甲陽園日之出町、南は六軒町、北は甲東園東山町と隣接している。

## 交通

### 鉄道
鉄道は走っていない

### バス
| 路線名     | 業者     | 起点   | 町内の停留所                              | 終点   |
| ---------- | -------- | ------ | ----------------------------------------- | ------ |
| 西宮山手線 | 阪神バス | (環状) | (六軒町)-新甲陽口-新甲陽-(甲陽園日之出町) | (環状) |
| 鷲林寺線   | 阪神バス | (環状) | (六軒町)-新甲陽口-新甲陽-(甲陽園山王町)   | (環状) |

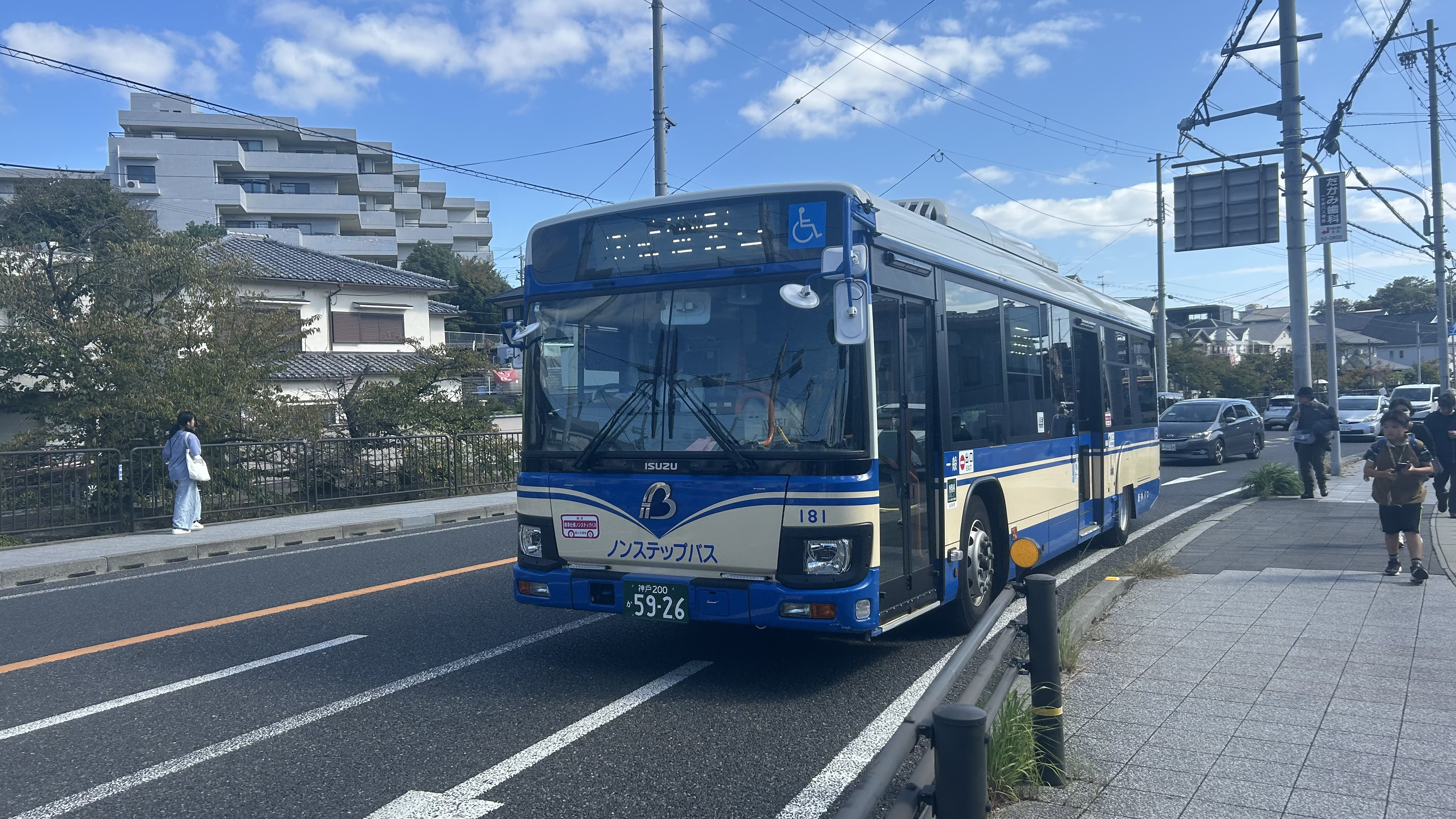
西宮山手線
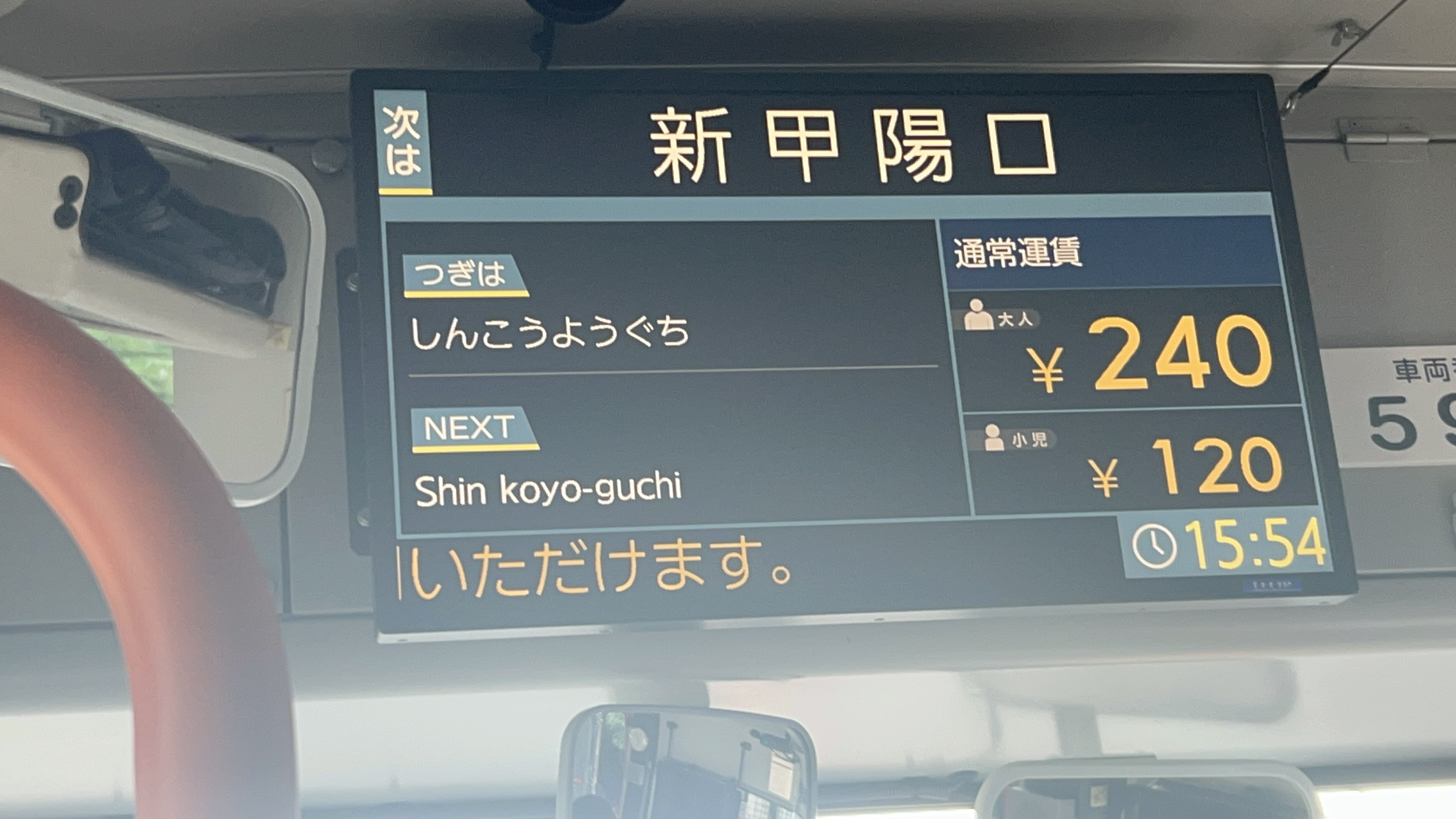
阪神バス新甲陽口停留所案内

## 校区
出典:
| 区域 | 小学校       | 中学校       |
| ---- | ------------ | ------------ |
| 全域 | 甲陽園小学校 | 上ケ原中学校 |

## 施設
- コープこうべ コープ甲陽園